# Distretto di Baiyun (Guiyang)
Il distretto di Baiyun (白云区S, Báiyún QūP) è un distretto della Cina, situato nella provincia del Guizhou e amministrato dalla prefettura di Guiyang.